# Comisurotomía

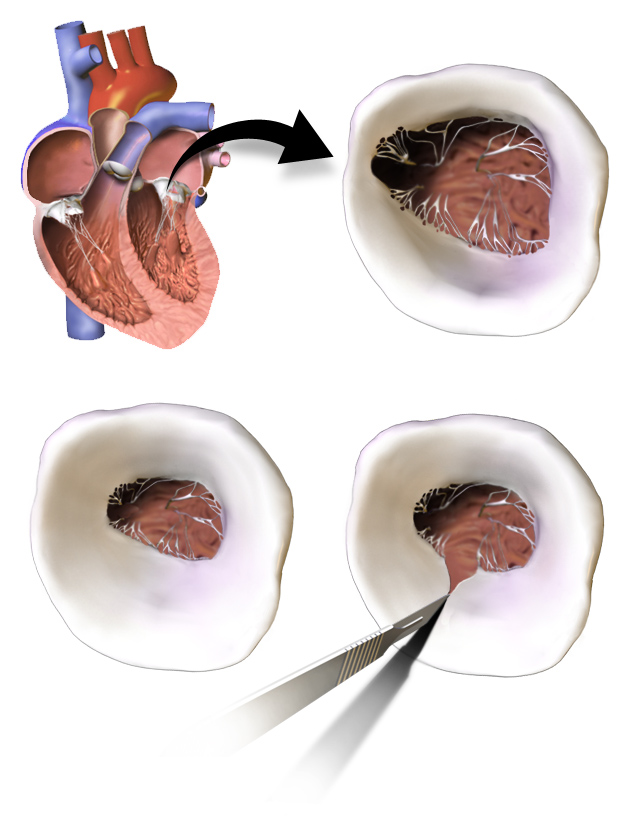
Ilustración que muestra una cirugía a corazón abierto para reparar una válvula mitral que se estrecha por la estenosis de la válvula mitral.

Una comisurotomía es una operación quirúrgica de una comisura en el cuerpo, como la que se hace en el corazón en los bordes de la comisura formada por las válvulas cardíacas, o la que se hace en el cerebro para tratar ciertos trastornos psiquiátricos.
Los pacientes con esclerodermia, enfermedad que engrosa y endurece la piel, a veces requieren una comisura oral para abrir las esquinas de la boca, las comisuras, para permitir el tratamiento dental. Este procedimiento a menudo deja cicatrices características.

## En las válvulas cardíacas
La comisurotomía de las válvulas cardíacas se llama valvulotomía, y consiste en hacer una o más incisiones en los bordes de la comisura formada entre dos o tres válvulas, con el fin de aliviar la constricción como ocurre en la estenosis valvular, especialmente en la estenosis de la válvula mitral.

## En neurocirugía
En neurocirugía, la comisurotomía consistente en la sección del cuerpo calloso de un sujeto (normalmente dejando otras comisuras más pequeñas intactas), de forma que se impida la comunicación entre los dos hemisferios cerebrales.
Esta operación, produce el fenómeno conocido como cerebro dividido, en el que cada hemisferio actúa de forma más o menos autónoma, aunque sigue habiendo entre ellos señalización cruzada.
Se ha usado en casos graves e intratables de epilepsia, para evitar que los ataques se difundan por todo el cerebro, con resultados aceptables; sin embargo, sigue siendo una operación de gran envergadura.